# Lepeophtheirus lagocephali
Lepeophtheirus lagocephali is een eenoogkreeftjessoort uit de familie van de Caligidae. De wetenschappelijke naam van de soort is voor het eerst geldig gepubliceerd in 1963 door Pillai.